# Adelaide Orsola Appignani
Adelaide Orsola Appignani, née en 1807 à Rome et morte le 30 septembre 1884 dans la même ville, est une chanteuse, cheffe d'orchestre, pédagogue et compositrice italienne. Elle utilise aussi le nom Orsola Aspri, en français Ursule Asperi, d'après le violoniste Andrea Aspri, avec lequel sa mère s'est remariée après la mort de son père.

## Biographie
Adelaide Orsola Appignani étudie la musique avec Valentino Fioravanti. À la fin de ses études, elle est chanteuse, interprétant notamment Anna Bolena (1833). Elle est membre de l'Académie philharmonique romaine au Palazio Lancelotti et membre honoraire de l'Académie nationale Sainte-Cécile (1842). Appignani enseignait également le chant ; le ténor Settimio Malvezzi fut son élève. Elle est également cheffe d’orchestre à Florence et à Rome. Elle a épousé le comte Girolamo Cenci-Bolognetti,. Ses œuvres les plus connues sont ses deux opéras Le Aventure di una Giornata et I Pirata.

## Œuvres
Ses œuvres comprennent plusieurs œuvres pour la scène, dont des mélodrames, ainsi qu'une Sinfonia.
- Le advventure de una giornata (mélodrame) 1827
- I riti indiani (opéra), 1834
- Francesca da Rimini (opéra), 1835
- Il pirati (opéra), 1843
- Clara de Clevers (mélodrame), 1876
- Sinfonia pour instruments, 1834, librettiste : G. A. Bidera
- Le redenzioni de Roma (cantate), 1871